# フランシス・スペンス
フランシス・V・スペンス（Frances V. Spence、1922年3月2日 - 2012年7月18日）は、世界初の電子デジタルコンピュータであるENIACのオリジナルのプログラマの1人である。彼女は史上初のコンピュータプログラマの1人と考えられている。プログラマとして活動していた時期の大半が結婚前だったため、旧姓の愛称のフラン・バイラス(Fran Bilas)の名でも知られる。

## 私生活

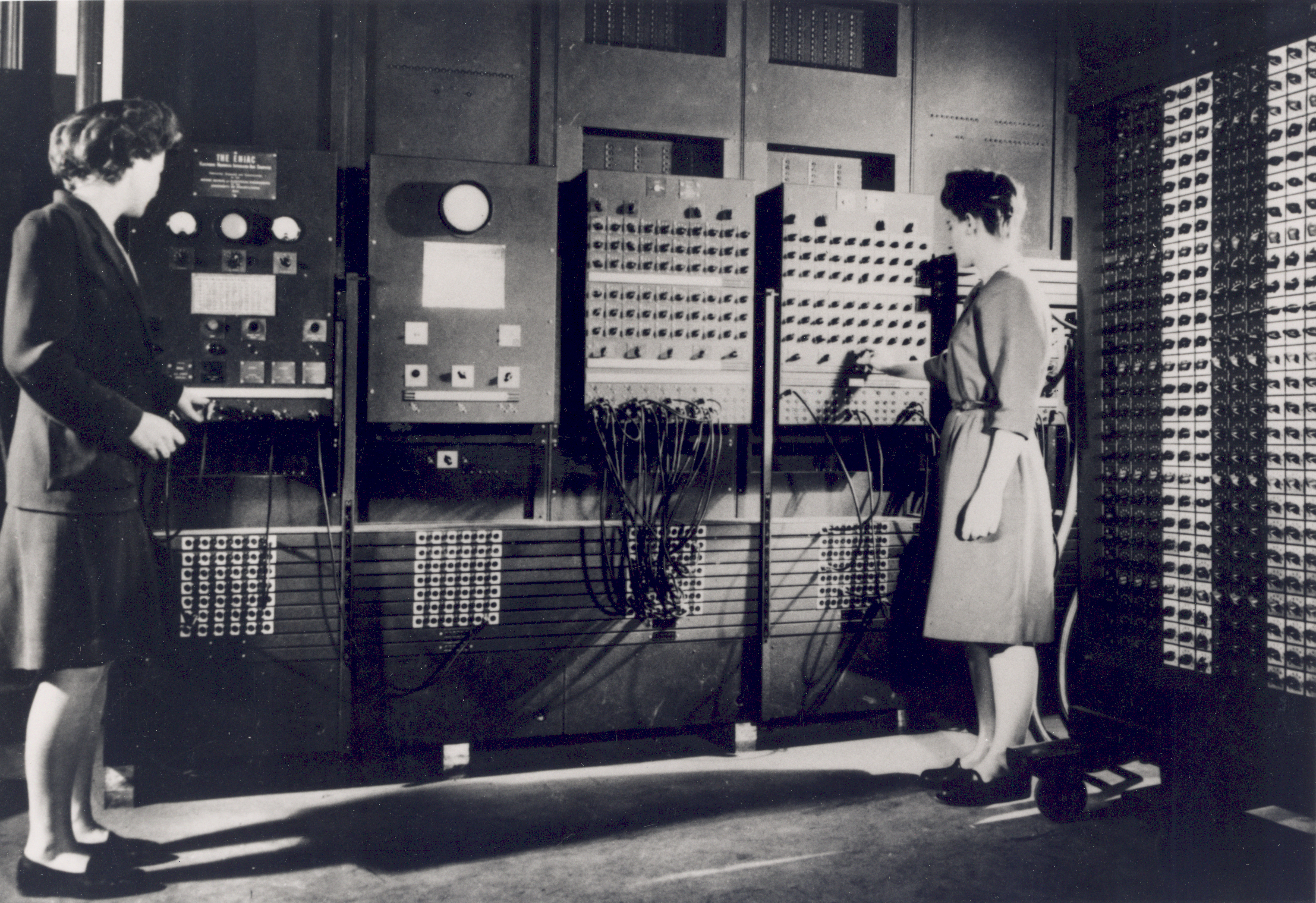
ENIACを操作するベティ・ジーン・ジェニングス（左）とフラン・バイラス（右）

1922年にフィラデルフィアで5人の姉妹の2番目として生まれた。出生時の名前はフランシス・V・バイラス(Frances V. Bilas)だった。両親ともに教育部門で仕事をしており、父はフィラデルフィア公立学校制度のエンジニア、母は教師だった。
サウスフィラデルフィア女子高等学校に通い、1938年に卒業した。その後テンプル大学に入学したが、奨学金を受けてチェスナットヒル大学に転入した。大学では数学を主専攻、物理学を副専攻とし、1942年に卒業した。大学で、後にENIACプログラマになるキャスリーン・アントネッリ（キー・マクナルティ）と出会った。1947年にホーマー・W・スペンスと結婚した。彼は陸軍アバディーン性能試験場の電気技師で、ENIACプロジェクトに割り当てられ、後にコンピュータ研究部門の責任者となった。彼女は戦後もENIACで働き続けていたが、結婚後まもなく、子供を育てるために退職した。彼女にはジョセフ、リチャード、ウィリアムという名前の3人の子供がいた。

## キャリア
ENIACプロジェクトは、世界初の完全電子式デジタルコンピュータを構築する、アメリカ陸軍による機密プロジェクトである。ハードウェアは主に男性のチームによって構築されたが、ソフトウェアの開発は6人のプログラマのチームによって行われた。それは全て女性で、バイラスと同様の背景を持っていた。ENIACのオリジナルのプログラマという重要性にもかかわらず、彼女たち女性プログラマの役割は、女性が技術に興味を持たなかったという汚名のために、当時は軽視されていた。彼女らがコンピュータで作業している写真は、当時の新聞にはクレジットなしで掲載されることが多く、ENIACが完成して1946年2月15日に公開されたとき、このような高度な計算を実行する装置のプログラミングを行った女性プログラマの名前について、米軍は言及しなかった。バイラスや他のプログラマたちは元々 、ペンシルベニア大学ムーア・スクール（電気工学部）に雇用され、弾道計算を行っていた80人の計算手の中の6人だった。ENIACも弾道計算のために作られたものであった。ムーア・スクールはアメリカ陸軍から資金提供されていたが、当時は第二次世界大戦で多くの若いアメリカ人男性が戦場へ送られていたため、女性の計算手が雇われていた。バイラスと彼女の大学のクラスメートだったケイ・マクナルティは、ENIACのプログラマチームの一員だった。彼女らはプログラミングだけでなく、弾道方程式（ENIACチームの全ての女性が手計算を行っていたもの）を計算するために使用される、微分解析機と呼ばれるアナログ計算機の操作にも割り当てられた。終戦後も、彼女らはENIACでの作業を続け、他の主要な数学者と協力した。

## 賞と栄誉
1997年、スペンスは他のオリジナルのENIACプログラマと共に、Women in Technology International(WITI)の女性技術者の殿堂入りをした。彼女たちの仕事は未来の電子コンピュータへの道筋を開き、その革新は第二次世界大戦後の電子計算とコンピュータプログラミングの台頭に弾みをつけた。
2013年に賞を受賞したドキュメンタリー映画The Computersは、彼女たちENIACのプログラマチームを取り上げたものである。Kathy KleimanとENIAC Programmers Projectによって作成されたこのこのドキュメンタリーは、1940年代のENIACチームの実際の映像と、ENIACの女性チームメンバーにENIACで一緒に働いていた時間を振り返ってもらうインタビュー映像とを組み合わせて構成されている。